# La scomparsa di Stephanie Mailer
La scomparsa di Stephanie Mailer è il quinto romanzo dello scrittore svizzero Joël Dicker, pubblicato nel 2018. Il genere letterario a cui attiene è una mistura fra il classico giallo deduttivo e il poliziesco, ambientato nell'immaginaria cittadina di Orphea, ma situata negli Hamptons, Long Island, Stato di New York. Si svolge nel 2014 con numerosi flashback nel 1994, anno in cui avvenne il pluriomicidio al centro degli eventi.

## Trama
«Qui comincia la Notte Buia». (Kirk Harvey)
La vicenda ruota attorno a un sanguinoso fatto di cronaca avvenuto a Orphea il 30 luglio 1994: l'assassinio a colpi di pistola, la sera dell'inaugurazione del primo Festival teatrale cittadino, del sindaco Joseph Gordon, della moglie Leslie, del loro figlioletto e di Meghan Padalin, una ragazza che si trovava per strada a fare jogging, e che fu uccisa presumibilmente per aver visto e riconosciuto l'assassino.
New York City, giugno 2014. Il quarantacinquenne capitano della polizia statale di New York Jesse Rosenberg viene celebrato per la sua imminente (e precoce) pensione. Durante la cerimonia viene avvicinato da Stephanie Mailer, giovane giornalista del quotidiano "Orphea Chronicle"; la donna gli rivela che sul caso Gordon/Padalin del 1994 presero un granchio, che ciò che era sotto gli occhi di tutti non fu visto, e che venne accusata la persona sbagliata. Le indagini vennero condotte da Rosenberg (allora detective) e dal sergente Derek Scott, che individuarono il presunto assassino nella persona di Ted Tennenbaum, un restauratore che successivamente avrebbe aperto un ristorante in città, il cui furgone venne notato da un testimone nelle vicinanze della casa dei Gordon qualche istante prima degli omicidi. Tennenbaum rimase ucciso durante un drammatico inseguimento con Rosenberg e Scott, nel quale rimase uccisa anche la fidanzata di Jesse, Natasha.
Dopo qualche giorno, Rosenberg trova in ufficio un fax in cui dei colleghi gli comunicano che Stephanie Mailer, una giornalista, non dava notizie di sé da tre giorni. Nonostante sia prossimo alla pensione, si reca a Orphea e inizia a indagare. Lo affiancano nelle indagini il vicecapo della polizia locale Anna Kanner (ex agente negoziatore della polizia di New York, da cui si dimise dopo un tragico fatto di cronaca in cui rimase vittima un innocente) e l'ex collega Scott, che dopo la morte di Natasha (di cui si sente colpevole poiché guidava lui l'auto in cui la ragazza rimase uccisa) lasciò l'unità anticrimine e si fece trasferire negli uffici amministrativi della polizia. I tre indagano sulla pista seguita da Stephanie e si trovano invischiati in un'intricata trama con al centro il Festival teatrale di Orphea, una manifestazione che nel corso degli anni ha portato benefici economici alla comunità,  attorno alla quale si svolgono diversi episodi che parrebbero non riguardare il caso: un misterioso libretto, Storia del Festival teatrale di Orphea,  scritto nel 1994 da Steven Bergdorf, ex direttore dell'"Orphea Chronicle" diventato successivamente direttore del "New York literary magazine", rivista ove lavorava Stephanie e da cui fu licenziata da Bergdorf su pressione dell'amante Alice Filmore, spietata e viziosa segretaria del "Magazine" con cui Stephanie condivideva un appartamento a New York; un caso di corruzione e tangenti in cui era pesantemente coinvolto il sindaco Gordon, caso del quale Meghan Padalin venne casualmente a sapere; un giro di racket e prostituzione abilmente diretto da Jeremiah Fold, gangster di una città vicina, in cui venne coinvolta in gioventù la moglie dell'attuale direttore dell'"Orphea Chronicle", Michael Bird, e in cui si trovò invischiato lo stesso Ted Tennenbaum; le peripezie del famoso critico letterario del "New York literary magazine" Meta Ostrovski, che nel 1994 si trovava a Orphea per recensire il Festival e che nel 2014 viene anch'egli licenziato senza spiegazioni apparenti da Bergdolf; e quelle di Jerry Eden, famoso dirigente e autore televisivo, e di sua figlia Dakota, che si trovano a Orphea a causa di un tragico segreto che la ragazza si porta appresso da anni e che l'ha portata a rifugiarsi nella droga; infine una misteriosissima pseudo opera teatrale, La notte buia, scritta dal capo della polizia locale del 1994, Kirk Harvey, scomparso nel nulla qualche mese dopo il pluriomicidio, opera nella quale tutti i personaggi sopra citati si troveranno a recitare nel festival del 2014.
Rosenberg, Scott e Kanner, incalzati dai loro capi, indagano febbrilmente sulle varie vicende, combattendo contemporaneamente contro i loro fantasmi del passato, fino a quando non ritrovano un redivivo e all'apparenza mentalmente disturbato Harvey, che a suo dire intuì la verità e rimase nascosto per spingere il vero colpevole a rivelarsi durante l'esibizione della sua opera La notte buia. I tre poliziotti, Harvey e il giornalista Bird si trovano a districare un'intricatissima matassa che li porta a svelare, dopo altri tre omicidi (fra cui quello di Stephanie, trovata morta annegata in un lago nei pressi di Orphea) avvenuti nel corso delle indagini, l'incredibile verità.

## Struttura
La vicenda principale viene narrata in prima persona da Rosenberg. Vi sono numerosi flashback al 1994 raccontati da Derek Scott; in alcuni capitoli Anna racconta in prima persona il suo passato nella polizia di New York, mentre altri capitoli sono narrati sempre in prima persona da alcuni personaggi principali. All'interno dei capitoli vi sono alcune parti raccontate in terza persona.
La numerazione dei capitoli ricorda quella del precedente romanzo La verità sul caso Harry Quebert: stavolta i capitoli sono dodici,  numerati però dal -7 al 4 (compreso lo 0). Le parti sono tre, con un prologo e un epilogo.

## Personaggi
- Stephanie Mailer: promettente giovane giornalista del "New York literary magazine" e successivamente dell'"Orphea Chronicle".
- Jesse Rosenberg: capitano del reparto anticrimine della polizia dello Stato di New York. All'epoca del pluriomicidio era detective.
- Derek Scott: sergente della polizia di stato ed ex compagno di unità di Rosemberg.
- Anna Kanner: vicecapo della polizia locale di Orphea.
- Alan Brown: sindaco di Orphea. All'epoca del pluriomicidio era il vice di Gordon.
- Ron Gulliver: attuale capo della polizia di Orphea.
- Meghan Padalin: commessa della libreria di Orphea, in cui bazzicavano nel '94 parecchi personaggi della vicenda, era una giovane donna dalla vita apparentemente tranquilla.
- Samuel Padalin: marito di Meghan, scoprì che la moglie ebbe una scappatella con un misterioso individuo di cui lei non gli rivelò mai l'identità, che viene svelata nel 2014 dai tre detective. Inizialmente lasciò Meghan, ma poi, dopo le disperate scuse di lei, la perdonò e vi tornò assieme.
- Cody Illinois: proprietario della libreria dove nel 1994 lavorava Meghan.
- Joseph Gordon: sindaco di Orphea nel 1994.
- Jeremiah Fold: proprietario di un locale notturno nella vicina cittadina di Ridgesport e scaltro boss di un giro di racket e prostituzione. Morì nel 1994 in un incidente in motocicletta.
- "Costico": scagnozzo di Fold.
- Ted Tennenbaum: proprietario del ristorante "Cafè Athena", entrato nel 1994 nelle mire del racket del gangster Fold.
- Sylvia Tennerbaum: sorella di Ted e attuale proprietaria del "Cafè Athena".
- Michael Bird: attuale direttore dell'"Orphea Chronicle".
- Miranda Bird: moglie di Michael, in gioventù rimase coinvolta nel giro di Fold.
- Steven Bergdorf: ex direttore del "Chronicle", direttore del "New York literary magazine".
- Alice Filmore: segretaria e giovane amante di Bergdorf, tiene sotto ricatto il suo capo costringendolo a soddisfare ogni suo capriccio. Ex coinquilina di Stephanie.
- Meta Ostrovski: famoso e temutissimo critico letterario del "Magazine". Nel 1994 si trovava a Orphea per il Festival.
- Kirk Harvey: capo della polizia di Orphea nel 1994, autore teatrale per hobby.
- Jerry Eden: presidente e direttore di "Channel 14".
- Dakota Eden: figlia diciannovenne di Jerry.
- Natasha Darrinski: fidanzata di Rosemberg, tragicamente mancata nel 1994.

## Edizioni italiane
- Joël Dicker, La scomparsa di Stephanie Mailer, traduzione di Vincenzo Vega, Collana Oceani noir n.35, Milano, La nave di Teseo, 2018,  pp. 704, ISBN 978-88-934-4509-2.
- Collana "I delfini", Bestseller n. 45, La nave di Teseo, 2019, ISBN 978-88-934-4901-4.